# 小核冬青
小核冬青（学名：Ilex micropyrena）为冬青科冬青属下的一个种。

## 扩展阅读
維基物種上的相關：小核冬青